# Aponeurose
As aponeuroses (do grego, απο, "afastado" e νευρον, "tendão") ou aponevroses são membranas achatadas de constituição semelhante à dos tendões, podemos encontra-las prendendo os músculos do tórax aos ossos da caixa torácica. Têm uma cor branco-nacarado, cujo aspecto é bem documentado durante a cirurgia. A sua espessura varia, mas, ainda que sejam finas, são muito resistentes. Como um invólucro ao redor dos músculos, as aponeuroses criam resistência e aderem à superfície da região do osso ao qual o músculo se prende, funcionando como um tendão mas de forma achatada.
São formadas por tecido conjuntivo denso e têm a característica de, tal como os tendões, serem pouco irrigadas.
Têm uma função de suporte, não só protegendo os músculos, como também delimitando locas. Para se ter uma ideia da sua função, é conhecido de todos os cirurgiões que ao operam abaixo da aponeurose, se no final da cirurgia ela não for bem suturada e ficar uma pequena abertura, o músculo, quando contrair, fará hérnia através dessa abertura (hérnia incisonal) Anatomicamente clinico o processo hernial acaba por se submeter a largas pressões intramembranosas.